# Ashikaga Yoshimochi
Ashikga Yoshimochi ( 足利 義持, 12 de março de 1386 – 3 de fevereiro de 1428) foi o quarto xogum do xogunato Ashikaga e governou entre 1394 e 1423 no Japão. Foi filho do terceiro xogum Ashikaga Yoshimitsu.
Com apenas 8 anos herdou o título do seu pai ao abdicar, ainda que este teve que ser ajudado por seu pai que exercia o poder de fato. Quando seu pai morreu em 1408 pode consolidar seu poder como xogum.
Em 1423 abdicou e foi sucedido por seu filho, o quinto xogum Ashikaga Yoshikazu, morrendo cinco anos depois.
| Precedido por Ashikaga Yoshimitsu | -- 4° Xogum Muromachi 1394–1423 | Sucedido por Ashikaga Yoshikazu |